# Valencia Harbour/Portmagee Channel SAC
Valencia Harbour/Portmagee Channel SAC este o arie protejată (arie specială de conservare — SAC, sit de importanță comunitară — SCI) din Irlanda întinsă pe o suprafață de 2.699,8 ha, integral pe uscat.

## Localizare
Centrul sitului Valencia Harbour/Portmagee Channel SAC este situat la coordonatele 51°55′28″N 10°19′01″W / 51.924483°N 10.316955°V.

## Înființare
Situl Valencia Harbour/Portmagee Channel SAC a fost declarat sit de importanță comunitară în ianuarie 2002 pentru a proteja un număr necunoscut de specii din flora spontană și fauna sălbatică aflate în arealul zonei. Situl a fost protejat și ca arie specială de conservare în noiembrie 2019.

## Biodiversitate
Situată în ecoregiunea atlantică, aria protejată conține 3 habitate naturale: Terase mlăștinoase și terase nisipoase neacoperite de apă la reflux, Golfuri mici largi și golfuri puțin adânci, Recifuri.
La baza desemnării sitului se află un număr nedeclarat de specii protejate.
Pe lângă speciile protejate, pe teritoriul sitului au mai fost identificate 2 specii de plante, 10 specii de nevertebrate.